# 舒蘭駅
舒蘭駅（じょらんえき）とは、中華人民共和国吉林省吉林市舒蘭市に位置する駅。

## 歴史
- 1933年　開業。

## 隣の駅
中華人民共和国鉄道部
拉浜線
水曲柳駅 - 舒蘭駅 - 水曲柳駅
陶舒線
謝家鎮駅 - 舒蘭駅
吉舒線
東富駅 - 舒蘭駅
座標: 北緯44度24分21秒 東経126度56分54秒 / 北緯44.40576度 東経126.94845度